# Bulbophyllum clandestinum
Bulbophyllum clandestinum är en orkidéart som beskrevs av John Lindley. Bulbophyllum clandestinum ingår i släktet Bulbophyllum och familjen orkidéer. Inga underarter finns listade i Catalogue of Life.